# بوعشیره
بوعشیره (به عربی: بوعشیرة) یک منطقهٔ مسکونی در بحرین است که در استان عاصمه (بحرین) واقع شده‌است.